# Березовський (Іжморський округ)
Бере́зовський (рос. Берёзовский) — селище у складі Іжморського округу Кемеровської області, Росія.

## Населення
Населення — 141 особа (2010; 151 у 2002).
Національний склад (станом на 2002 рік):
- росіяни — 77 %